# سويقة مخيخية سفلية
تُوجد السويقة المخيخية السفلية في الجزء العلوي من المنطقة الخلفية للنخاع المستطيل، وهي ضفيرةٌ سميكةٌ تشبه الحبل، تقع بين الجزء السفلي للبطين الرابع وجذور العصب البلعومي اللساني والعصب المبهم.
تعمل السويقة المخيخية السفلية على ربط الحبل الشوكي والنخاع المستطيل بالمخيخ، وتتضمن جسم مجاور للجسم المرسي الشكل والجسم منقاري الشكل.
توجدُ أليافٌ مهمة تمرٌ عبر السويقة المخيخية السفلية وتتضمن السبيل النخاعي المخيخي الظهراني والمحاور من النواة الزيتونية السفلية وغيرها.

## معرض صور

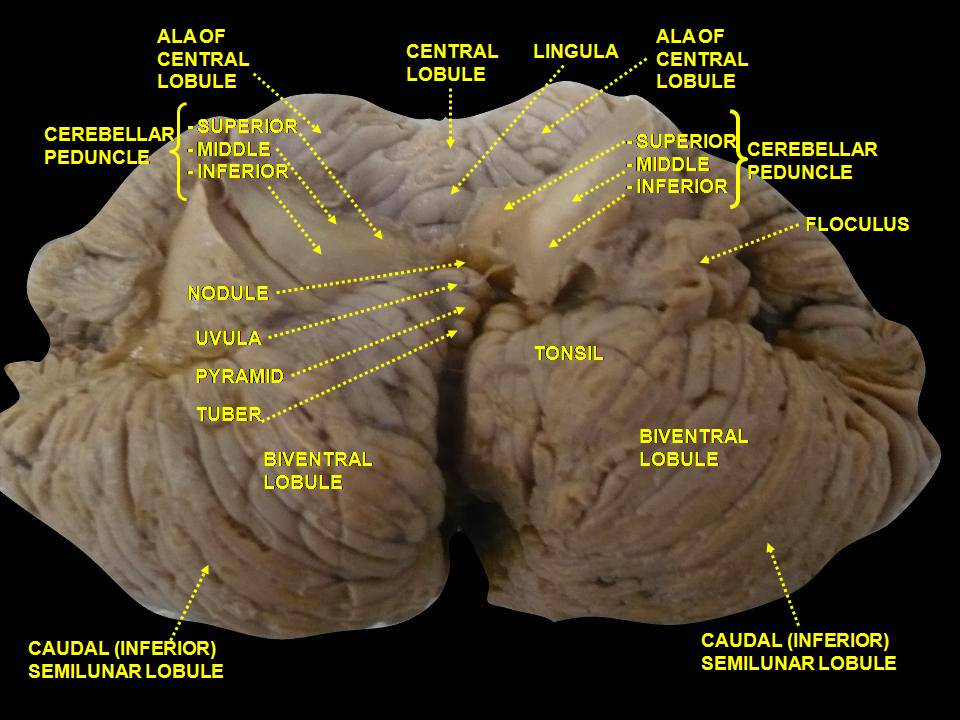
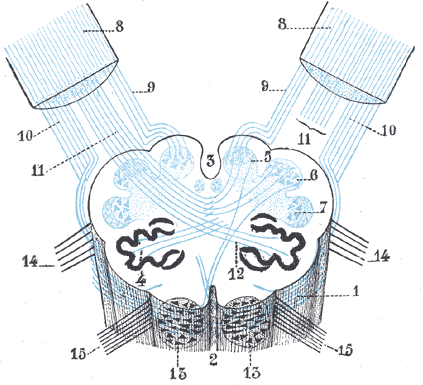
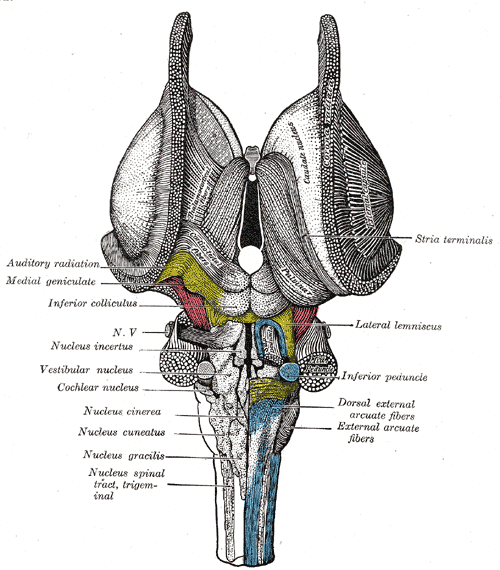

## روابط خارجية
- أطلس تشريح جامعة ميشيغان n2a5p2
- أطلس تشريح جامعة ميشيغان n2a7p4
- التوضيح والنص: cere/text/p1/icp.htm على موقع كلية طب جامعة ويسكونسن ماديسون